# Pueblo nyoro
El pueblo nyoro es del grupo bantú. También es conocido como bakitara, banyoro, bunyoro, gungu , kitara, kyopi, ouanyoro, runyoro, vouanyoro o wanyoro. Sus comunidades habitan a las orillas del sur y sureste del lago Alberto, en las provincias de Bunyoro y Toro en la zona occidental de Uganda y en zonas contiguas del noreste de la República Democrática del Congo. La población nyoro alcanza aproximadamente 1.235.000 personas. Hay cerca de un centenar de clanes nyoro estratificados socialmente con una aristocracia de ascendencia Hima.

## Idioma
Su idioma nyoro es una de las lenguas bantúes lacustres occidentales. Los ganaderos,  hablaban originalmente una lengua nilótica que luego cambiaron por la de la mayoría sedentaria y agrícola del reino.

## Historia

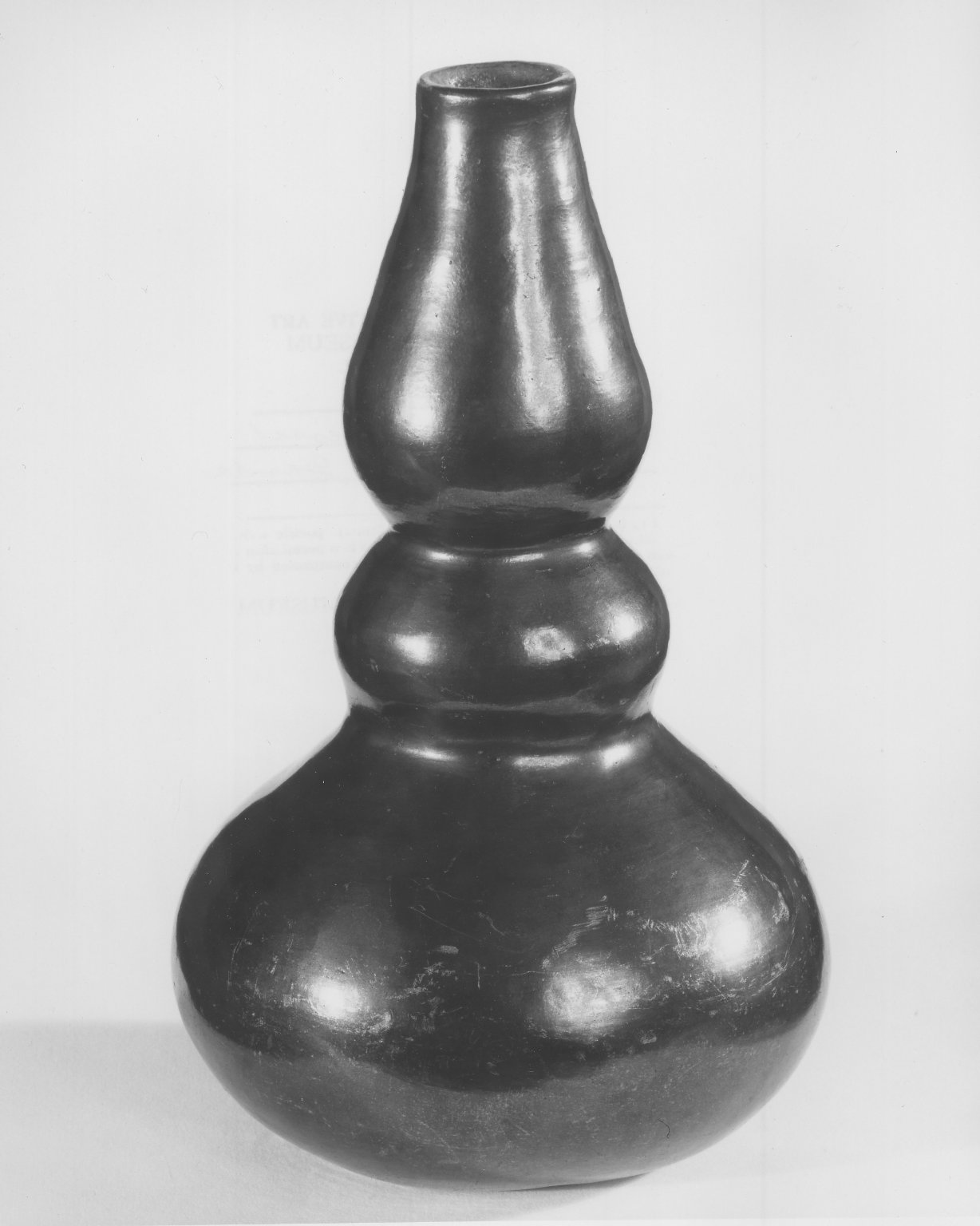
Cerámica nyoro en el Brooklyn Museum

Desde el siglo VIII ocupan los territorios donde luego emergió el reino de Bunyoro (Uganda), situado entre los lagos Alberto y Kyoga. Con anterioridad formaron parte del complejo o reino de Kitara bajo el clan real de los Bito, de la etnia luo. El reino de Kitara llegó a controlar casi todo el reino de Uganda en el siglo XV. El reino Kitara fue gobernado por la dinastía Bachwezi, emergida de la dinastía Hima. Durante el siglo XVI la dinastía Bito (también Hima) tomó el poder en Kitara pero sus acciones de desgaste bélico y la presión de otros reinos vecinos terminó por hacerles perder la mayoría de los territorios del imperio.
Fueron un pueblo agricultor que evolucionó a una economía donde cobró mayor importancia la ganadería. El valor comercial de esta última creó una elite o aristocracia económica, dejando a los agricultores en una situación inferior en la escala social. Sus herreros contaron con gran prestigio. Sus productos, especialmente las azadas, eran objeto de trueque con otros pueblos del norte en procura de ganado y otros bienes.
Lograron crear una red comercial para sus productos  que abastecía una amplia zona y conectaba a los pueblos teso, kumam, lango, acholi y alur. En 1520 se enfrentaron y vencieron al pueblo nkoré en una estrategia de expansión hacia territorios de Ruanda para dominar el comercio de la zona. Las incursiones bélicas se extendieron por oleadas en los siglos XVI y principios del XVIII. En el siglo XVIII el reino de Bunyoro entró en crisis por disputas dinásticas y sus dominios del sur fueron invadidos por el reino de Buganda. La crisis dinástica y de gobierno fue superada en 1870 con la asunción del Kabalega. Durante su jefatura fue centralizado el poder, se quitó poder a la aristocracia Hima y se formó un gran ejército apoyado en la mayoría iru, a los que integró grupos lango y acholi.
Entre 1891 y 1899 el pueblo nyoro, liderado por Kabalega, intentó expandir su reino. Pero la intervención del pueblo ganda y las fuerzas británicas lo impidió. Resistió la colonización británica a través de una guerra de guerrillas. Finalmente Kabalega fue derrotado y desterrado a las islas Seychelles en 1899. La caída del reino Bunyoro consolidó el poder de su rival Buganda. Igualmente siguió siendo un enclave importante y algunos de sus territorios les fueron devueltos años antes de la independencia. El reino Bunyoro fue abolido en 1967 tras una reforma constitucional en Uganda.

## Economía

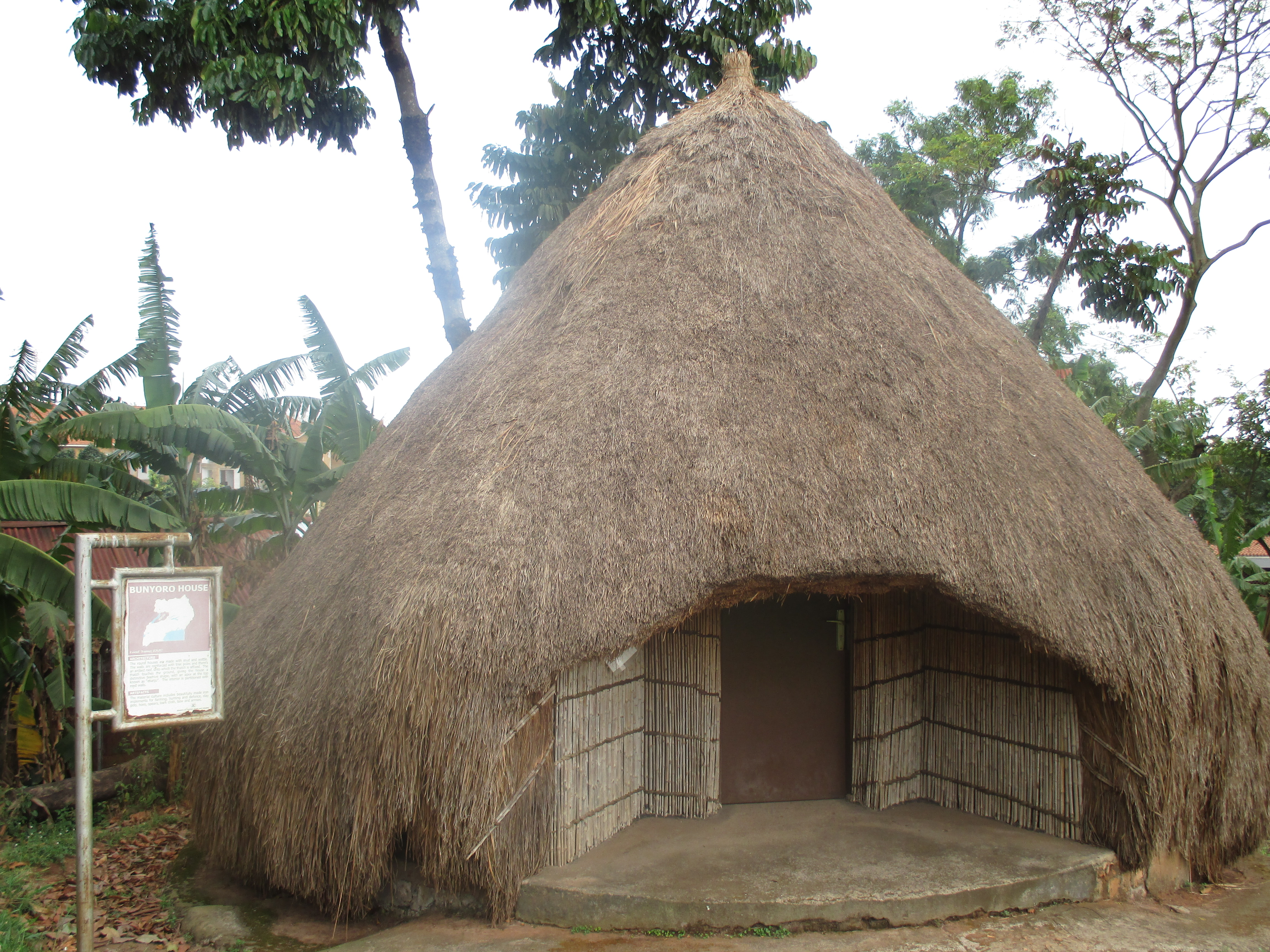
Bunyoro House

La economía tradicional del pueblo nyoro, además de una agricultura de subsistencia, cuenta con plantaciones de tabaco y algodón. La ganadería ocupa buena parte de las explotaciones y la pesca complementa los ingresos.

## Religión

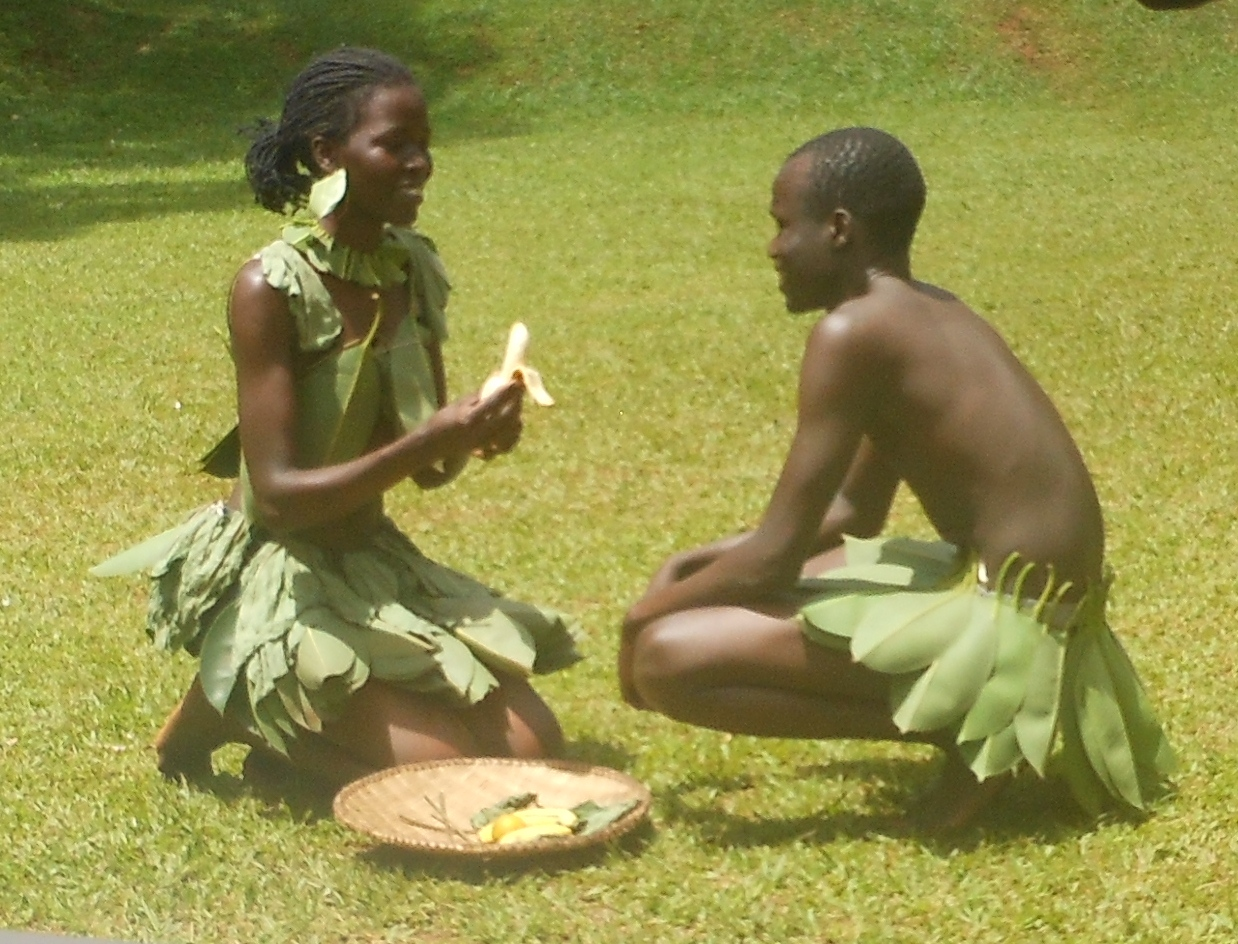
Vestido tradicional en base a hojas frescas

La religión tradicional cuenta con un culto a los antepasados. Los rituales y ceremonias cuentan con la participación de los muchwezi, término que identifica tanto a los sacerdotes como a los espíritus intervinientes. Los ancestros del rey ocupan un lugar destacado en el ceremonial y en las tumbas dentro de la comunidad. El pueblo nyoro cuenta con hacedores de lluvia y curanderos.
En el siglo XXI aproximadamente un 93% de los nyoro participa en alguna confesión cristiana (50% católicos, 25% anglicanos, 10% otros). Existe una minoría musulmana, aproximadamente un 5% de la población.

## Subgrupos
Pueblo banyole.
Son un grupo menor de la etnia nyoro. Hablan lunyole. También se les llama abalya lwooba que significa comedores de hongos por su adicción a las setas. Habitan en el distrito oriental de Butaleja, siendo sus vecinos los pueblos jopadhola, bagisu, bagwere y basoga en el sur, este, norte y oeste respectivamente. Viven de una agricultura de subsistencia y cuentan con plantaciones de arroz para fines comerciales. Practican la poligamia. Además de las tradiciones religiosas nyoro, en la época contemporánea participan mayoritariamente de alguna de las confesiones cristianas (75%) y una minoría de las del islam (20%).